# Икша (станция)
И́кша — узловая железнодорожная станция Савёловского направления и Большого кольца Московской железной дороги в одноимённом посёлке Дмитровского городского округа Московской области.
Получила название по речке Икше, на месте которой в 1932 — 1937 годах был проложен канал имени Москвы, а в бывших верховьях речки сейчас располагается Икшинское водохранилище.
От станции на юг находится примыкание к главному ходу Савёловского направления однопутного участка Большого кольца, идущего от Поварово II, с юго-запада к путям Савёловского хода, а также подъездной путь к Икшанскому карьеру.
Имеются две островные пассажирские платформы, обслуживающие 4 пути. Два пути используются проходящими электропоездами, два — зонными, путь с западной стороны для поездов на Большое кольцо, с восточной на Москву. Платформы соединены между собой и с посёлком пешеходным переходом. Касса у схода с моста в посёлок. Платформа не оборудована турникетами. На станции Икша заканчивается четырёхзначная светофорная автоблокировка.
Время движения от Савёловского вокзала около 65 минут.

## Галерея
- Первая платформа, вид на юг
- Вид на север
- Ответвление Большого кольца на Поварово
- Расписание лета 2013 из Москвы
- Расписание лета 2013 на Москву
- Расхождение путей к югу от станции
- Вид к югу от станции